# فان دی
فان دی (انگلیسی: Fan Di؛ زادهٔ ۲۵ فوریهٔ ۱۹۷۳) ژیمناست هنری زن اهل چین بود. وی در بازی‌های المپیک تابستانی ۱۹۸۸ شرکت کرده‌است.